# Jacques Lasfargues
Jacques Lasfargues est un archéologue français né le 26 décembre 1944 dans le 4e arrondissement de Lyon et mort le 25 décembre 2022 à Gourdon (Lot). Personnalité emblématique de l'archéologie lyonnaise, il est connu pour avoir forgé en France l'expression « archéologie préventive », en 1979.

## Carrière
Après des études d'histoire, Jacques Lasfargues participe à plusieurs fouilles lyonnaises et étudie notamment le mobilier issu de l'atelier de potiers de la Muette qu'il a fouillé avec Maurice Picon. Il est recruté au musée de la civilisation gallo-romaine en 1966  où il a construit et nourri tout son parcours. Il a piloté au début des années 1970 la réinstallation des collections dans le bâtiment conçu par Bernard Zehrfuss.
Céramologue, il est membre fondateur de la Société Française d’Étude de la Céramique Antique en Gaule (SFECAG) en 1973 et en devient le secrétaire général tandis que Jean-Jacques Hatt en assure la présidence ; tous deux formeront le tandem dirigeant l'association jusqu'à leur démission en 1978. La SFECAG est alors domiciliée au musée archéologique de Lyon dont il assure la direction. Jacques Lasfargues organise les premiers colloques (1974-1978) ainsi que le congrès 1979 à Lyon et co-organise avec Odile Leblanc celui de 2003 à Saint-Romain-en-Gal.
Jacques Lasfargues est nommé en 1979 directeur des Antiquités historiques de la circonscription Rhône-Alpes en remplacement de Jean-Paul Boucher. Il occupe ce poste jusqu’en 1989, lors de la fusion des antiquités préhistoriques et historiques et la nomination de Gérard Aubin en tant que conservateur régional de l'archéologie de la région Rhône-Alpes. En France, il milite alors pour que les grands projets d'aménagement du territoire soient précédés de campagnes de fouilles archéologiques planifiées,. On pratique jusqu'alors plutôt une « archéologie de sauvetage », qui consiste en des fouilles rapides avant les grands travaux excepté pour le clos du Verbe Incarné qualifié alors de fouille de sauvetage programmé dès 1979 et pour le site de Saint-Romain en Gal, une fouille programmée avec une équipe départementale dès 1980.
Il a construit, dans les années 1980, en profitant du développement des Directions régionales des affaires culturelles, le modèle de ce que pouvait être un service régional de l'archéologie. Il invente la systématisation de la carte archéologique nationale du Ministère de la Culture, s'appuyant sur des inventaires micro-régionaux de sites archéologiques souvent distribués dans le cadre de mémoires de maîtrise, grâce à sa parfaite implication dans le réseau universitaire. Conscient très vite de l'importance des « bases de données » et de ce qui ne s’appelait pas encore un système d'informations géographiques, il contribue à l'élaboration de la base de données archéologique nationale Sigal, devenue ensuite Dracar puis Patriarche.
Confronté aux grands travaux des années 1980, en milieu urbain (Vienne et Saint-Romain en Gal) comme rural (autoroutes du nord est de Lyon, Alba la romaine), il fait financer les fouilles par les aménageurs en utilisant tous les outils de la réglementation alors à sa disposition (notamment le classement d'office, en s'appuyant sur de jeunes archéologues auxquels il propose une professionnalisation par le biais d'associations locales puis nationales (AFAN). Il s'entoure de brillants archéologues, obtient leur intégration dans le corps des ingénieurs, techniciens et administratifs (ITA) alors en création, ou les pousse à s'inscrire à la toute nouvelle École nationale du patrimoine qui forme les conservateurs. Il a ainsi inspiré une très grande partie des archéologues qui, aujourd'hui en fin de carrière, ont construit l'archéologie nationale contemporaine[réf. nécessaire].
Il est le commissaire de l'exposition collective réalisée à l'occasion du IIe congrès d'archéologie méridionale en 1983-1984, « Archéologie en Rhône-Alpes, dix ans de recherche »,
Chargé d'inspection générale de l'archéologie entre 1988 et 1995, il est également, de 1989 au début des années 2000, directeur du Musée de la civilisation gallo-romaine de Lyon. Il prend ensuite la direction du pôle archéologique du Rhône jusqu'à sa retraite en décembre 2009.
Il est l'auteur de plusieurs publications consacrées principalement à la période gallo-romaine dans la région lyonnaise.
Il meurt le 25 décembre 2022 à Gourdon dans le département du Lot, la veille de ses 78 ans,.

## Distinctions
- Chevalier de la Légion d'honneur (2004)[20]
- Officier de l'ordre national du Mérite (2015), précédemment chevalier (1993)[21]

## Publications
- Hugues Vertet, André Lasfargues et Jacques Lasfargues, « Observations sur les gobelets d'Aco de l'atelier de la Muette (Lyon) », Revue archéologique du Centre, t. 7/1,‎ 1968, p. 35-44 (lire en ligne, consulté le 27 décembre 2022).
- Jacques Lasfargues (dir.), Architectures de terre et de bois. L'habitat privé des provinces occidentales du monde romain. Antécédents et prolongements : Prohistoire, Moyen Âge et quelques expériences contemporaines, Paris, Éditions de la Maison des sciences de l’homme, coll. « Documents d’archéologie française » (no 2), 1985 (ISBN 2-7351-0146-0, lire en ligne).
- Armand Desbat, Martine Genin et Jacques Lasfargues (dir.), « Les productions des ateliers de potiers antiques de Lyon », Gallia, t. 53,‎ 1996 (ISSN 0016-4119, lire en ligne, consulté le 27 décembre 2022).
- Jacques Lasfargues, « Le financement de l'archéologie de terrain en France », Les Nouvelles de l'archéologie, no 29,‎ 1987, p. 9-23 (ISSN 0242-7702, lire en ligne, consulté le 28 décembre 2022).
- Jacques Lasfargues, Lugdunum, Lyon, EMCC, coll. « Des objets qui racontent l'histoire », 2003 (BNF 39155984).
- Jacques Lasfargues, « Naissance de l’archéologie préventive en Rhône-Alpes », dans Jean-Paul Demoule et Christian Landes (dir.), La fabrique de l'archéologie en France, Paris, La Découverte, coll. « Hors collection Sciences Humaines », 2009 (ISBN 978-2-7071-5882-6), p. 178-188.